# 花泉テレビ中継局
花泉テレビ中継局（はないずみテレビちゅうけいきょく）は、岩手県一関市の旧花泉町に設置されているテレビ中継局。なお、本項ではコミュニティ放送放送局である一関コミュニティFMの花泉中継局についても併せて記述する。

## 中継局概要

### デジタルテレビ放送
| リモコン 番号                                            | 放送局名               | チャンネル 番号 | 空中線 電力 | ERP  | 偏波面   | 放送対象地域 | 放送区域 内世帯数 | 運用開始日      |
| -------------------------------------------------------- | ---------------------- | --------------- | ----------- | ---- | -------- | ------------ | ----------------- | --------------- |
| 1                                                        | NHK 盛岡総合           | 57 → 23         | 2W          | 4.8W | 水平偏波 | 岩手県       | 約2,732世帯       | 2010年 12月13日 |
| 2                                                        | NHK 盛岡教育           | 55 → 25         | 2W          | 4.8W | 水平偏波 | 全国         | 約2,732世帯       | 2010年 12月13日 |
| 4                                                        | TVI テレビ岩手         | 27              | 2W          | 5W   | 水平偏波 | 岩手県       | 約2,732世帯       | 2010年 12月13日 |
| 5                                                        | IAT 岩手朝日テレビ     | 43              | 2W          | 4.9W | 水平偏波 | 岩手県       | 約2,732世帯       | 2010年 12月13日 |
| 6                                                        | IBC 岩手放送           | 15              | 2W          | 5W   | 水平偏波 | 岩手県       | 約2,732世帯       | 2010年 12月13日 |
| 8                                                        | mit 岩手めんこいテレビ | 29              | 2W          | 4.9W | 水平偏波 | 岩手県       | 約2,732世帯       | 2010年 12月13日 |
| ※ 矢印の左側はリパック実施前に使用されていたチャンネル。 |                        |                 |             |      |          |              |                   |                 |

- 所在地： 一関市花泉町老松字沼の沢（老松山）[1][4]
- 放送区域： 一関市の一部[1][2]
- 2010年6月22日に予備免許が交付され[6][7]、11月下旬に試験電波を発射[7]。12月9日に本免許が交付され[3]、12月13日に本放送を開始した[3]。
- 当初、民放局の中継局設置は予定されていなかった[8]が、ロードマップの修正により2009年9月30日にはIBC[9]とTVI[10]、2010年3月31日にはmit[11]とIAT[12]が設置予定となった。さらに、2009年の経済危機対策の一環として行われた、国の「電波遮へい対策事業（デジタルテレビ中継局整備事業）」による補助金の交付対象となり[13][14]、開設されることになった。

### アナログテレビ放送
| チャンネル 番号                                      | 放送局名       | 空中線 電力       | ERP               | 偏波面   | 放送対象地域 | 放送区域 内世帯数 | 運用開始日 |
| ---------------------------------------------------- | -------------- | ----------------- | ----------------- | -------- | ------------ | ----------------- | ---------- |
| 50                                                   | NHK 盛岡総合   | 映像10W/ 音声2.5W | 映像30W/ 音声7.5W | 水平偏波 | 岩手県       | -                 | -          |
| 52                                                   | NHK 盛岡教育   | 映像10W/ 音声2.5W | 映像30W/ 音声7.5W | 水平偏波 | 全国         | -                 | -          |
| 54                                                   | IBC 岩手放送   | 映像10W/ 音声2.5W | 映像30W/ 音声7.5W | 水平偏波 | 岩手県       | -                 | -          |
| 58                                                   | TVI テレビ岩手 | 映像10W/ 音声2.5W | 映像30W/ 音声7.5W | 水平偏波 | 岩手県       | -                 | -          |
| ※ mitとIATにはチャンネルが割り当てられていなかった。 |                |                   |                   |          |              |                   |            |

- 所在地： デジタルテレビ放送に同じ
- 2011年7月24日をもってすべて廃止される予定だったが、3月11日に発生した東日本大震災の影響により、2012年3月31日まで延期された。

### FMラジオ放送
| 周波数  | 放送局名                            | 空中線 電力 | ERP | 偏波面 | 放送対象地域                      | 放送区域 内世帯数 | 運用開始日 |
| ------- | ----------------------------------- | ----------- | --- | ------ | --------------------------------- | ----------------- | ---------- |
| 79.5MHz | 一関コミュニティFM 愛称「FMあすも」 | 20W         | 49W | -      | 一関市及び西磐井郡 平泉町の各一部 | -                 | -          |